# Theddlethorpe All Saints

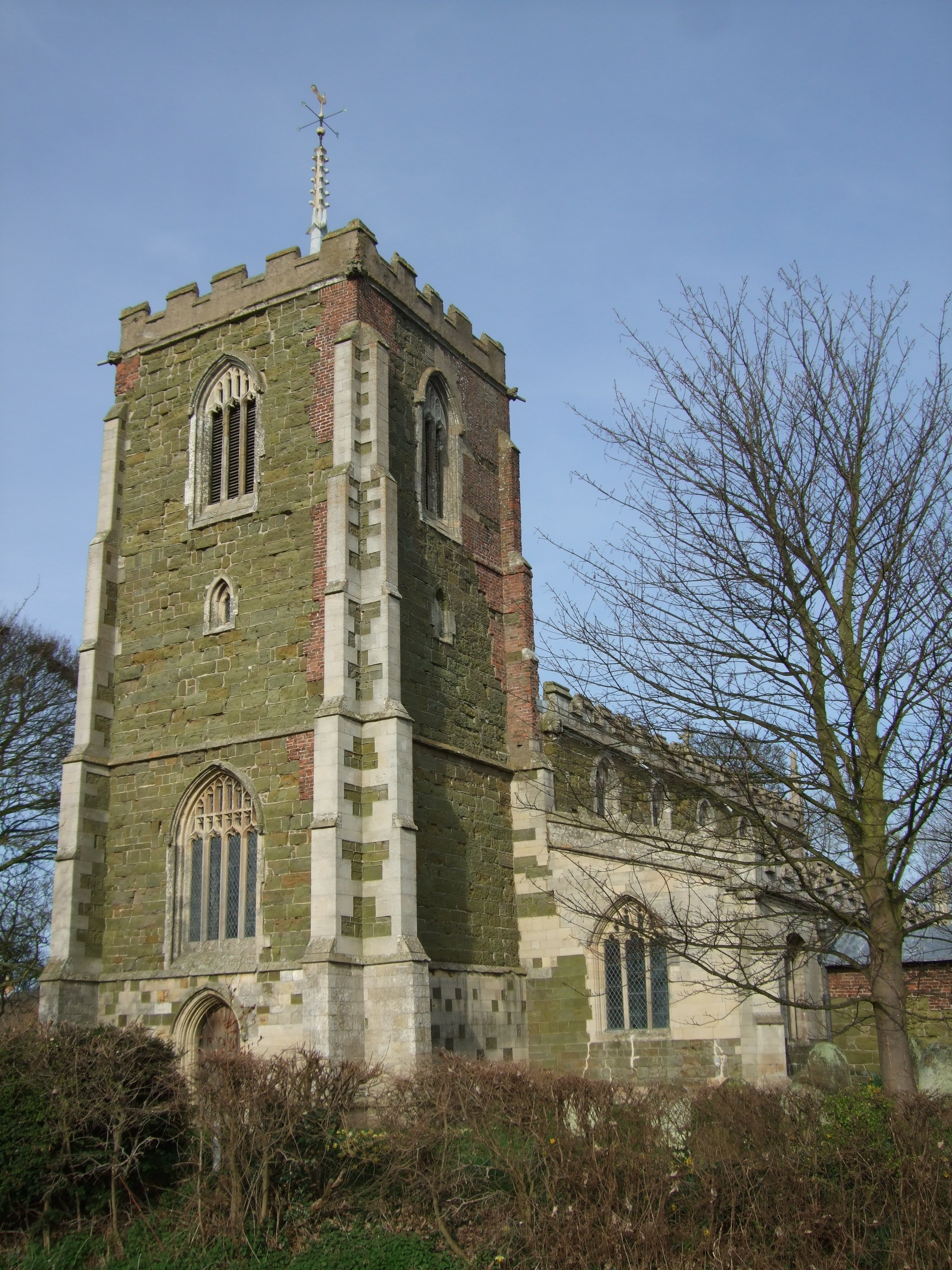

Theddlethorpe All Saints ou West Theddlethorpe é uma vila e paróquia civil a cerca de 10 mi (16 km) de Louth, no distrito de East Lindsey, condado de Lincolnshire, Inglaterra. Em 2011, a paróquia tinha uma população de 165 pessoas. Faz fronteira com Gayton Le Marsh, Great Carlton, Saltfleetby e Theddlethorpe St. Helen. Theddlethorpe All Saints divide o conselho paroquial com Theddlethorpe St Helen.

## Pontos de interesse
Existem 4 edifícios listados em Theddlethorpe All Saints. Theddlethorpe All Saints tem uma igreja dedicada a todos os santos. Um dos edifícios protegidos é o Hall Farmhouse, uma casa de tijolos vermelhos do século 16 listada como Grau II, alterada por volta de 1680 com mais alterações no final dos séculos 18 e 19.

## História
O nome "Theddlethorpe" significa 'assentamento periférico de Theodlac'.